# Félix Evaristo Mejía
Félix Evaristo Mejia (Santo Domingo, 26 de septiembre de  1866 - Ib., 1 de julio de 1945) fue un educador y escritor dominicano, alumno de Eugenio María de Hostos. Fue el padre del también escritor dominicano Gustavo Mejía Ricart.

## Primeros años y exilio
Félix Evaristo Mejía nació el 26 de septiembre de 1866 en Santo Domingo. Estudió en el Colegio San Luis Gonzaga, de donde pasó a la Escuela Normal de Santo Domingo, llegando a ser director de este último, posición que ocupó posteriormente en la enseñanza pública. 
En 1884, se exilia en Caracas, Venezuela en oposición a la política dictactorial de Lilís. En Venezuela se dedicó a la enseñanza, poco después regresa a la República Dominicana donde siguió su carrera en el magisterio.

## Carrera profesional

### Docencia
En 1890, a su regreso a Santo Domingo tuvo que sustituir a su maestro Eugenio María de Hostos en la dirección de la Escuela Normal. Desde la dirección, y más tarde como superintendente general de enseñanza, Félix Evaristo tuvo la oportunidad de contribuir con sus ideas al progreso de la cultura dominicana, durante el período caracterizado por la violencia, la incertidumbre y la creciente agresión política y económica de los Estados Unidos al país. La organización escolar de la época y su relativa expansión se debieron en gran parte a su actividad con la orientación laica y positivista de tipo hostosiano que le había legado Hostos. Asimismo, muchos de sus trabajos publicados, fundamentalmente en los campos de la historia y de las letras, así como su propia actividad como organizador y propietario de la primera librería Dominicana, la Librería Selecta, respondieron sobre todo a su deseo de llenar sentidas necesidades bibliográficas como medio de contribuir a la formación intelectual y moral de la juventud dominicana.

### Como educador
Félix Evaristo trató de integrar los conocimientos adquiridos bajo las directrices de Hostos, los que obtuvo previamente en su exilio en Venezuela y en los viajes de observación que realizó a Puerto Rico, Estados Unidos y Europa. El sistema de enseñanza implantado por él en la República Dominicana, el cual era considerado académicamente muy exigente, fue ejemplo de coordinación científicamente planificada, ya que fue el primer intento de organizar la educación centrada en el educando, bajo un sistema de enseñanza más dinámico y menos verbalista. Las páginas de la revista escolar que él dirigió estuvieron llenas de esas prédicas educativas que dejó como legado para los maestros dominicanos.

## Vida personal
Félix Evaristo Mejía estuvo casado con Natalia Ricart Pérez, con quien procreó tres hijos; Ofelia, Gustavo y Publio. Su hijo Gustavo fue un escritor dominicano.

## Legado
Félix Evaristo poseía una vasta cultura literaria, histórica, pedagógica, lo que le permitió tener un espíritu enciclopedista por excelencia y se tuvo como de los oráculos de su generación. Se le recuerda como un hombre bueno, justo, sabio.[cita requerida]
En el período de la primera 
intervención militar norteamericana (1916-1924), pasó a formar parte del grupo Unión Nacionalista, representando un papel importante en la lucha por la soberanía dominicana.
Por su interés en los estudios históricos, en el año 1932 la Academia Dominicana de la Historia lo eligió como miembro. Publicó trabajos de interés educativo, como fueron planes y programas de estudios.
En el Instituto Superior de Formación Docente Salomé Ureña existe un recinto que lleva su nombre.

### Obras
Entre sus obras de carácter histórico están: 
- Introducción a la prehistoria
- Alrededor del Plan Hughes-Peynado